# A.P. Rosell, bankdirektör
A.P. Rosell, bankdirektör är en TV-serie som baseras på en bok med samma namn av Vilhelm Moberg, utgiven 1932.
TV-serien visades i SVT december 1976 till januari 1977 i fem entimmesavsnitt. Den är regisserad av Hans Abramson och manuset är skrivet av Pi Lind. I titelrollen ses Folke Hjort, och i övriga roller återfinns bland andra Tor Isedal och Gerd Hegnell.

## Handling
Bankdirektören A.P. Rosell har penningbekymmer, precis som andra i municipalsamhället Allmänninge 1931.

## Rollista
- Mikael Alsberg - Ekstrand
- Else-Marie Brandt – städerska
- Gösta Cederlund – Molin
- Sten Engborg – fiskhandlare Krona
- Lars Green – Ljungkvist
- Manne Grünberger – symaskinsagenten
- Sonya Hedenbratt – fru Magnusson
- Gerd Hegnell – fru Rosell
- Folke Hjort – A.P. Rosell
- Olof Huddén – kyrkoherde Heller
- Tor Isedal
- Anders Janson – Svanberg
- Åke Lagergren – Zander
- Bengt Lindström – vittne
- Tore Lindwall – Axlund
- Gunilla Nyroos – Vendla Danielsson
- Toivo Pawlo – uppläsaren
- Ulf Qvarsebo – Nero
- Georg Rydeberg – teaterdirektör Granbom
- Hans Råstam – landsfiskal Asping
- Mona Seilitz – fröken Erling
- Anna Sundqvist – fru Svanberg
- Doris Svedlund – fru Sterner
- Sören Söderberg – domare
- Märta Ternstedt – fru Rehn
- Georg Årlin – Forsberg
- Gunnar Öhlund – Johan G. Magnusson